# Themara hirtipes
Themara hirtipes är en tvåvingeart som beskrevs av Camillo Rondani 1875. Themara hirtipes ingår i släktet Themara och familjen borrflugor. Inga underarter finns listade i Catalogue of Life.